# Sarah Walsh
Pour les articles homonymes, voir Walsh.
Sarah Walsh, née le 11 janvier 1983 à Camden en Nouvelle-Galles du Sud, est une joueuse de football internationale australienne.

## Carrière

### En sélection nationale
Elle participe avec l'équipe d'Australie aux Jeux olympiques d'été de 2004. Lors du tournoi olympique, elle joue quatre matchs. L'Australie est éliminée en quarts de finale par la Suède. Celle-ci est battue en demi finale par le Brésil.
Elle dispute ensuite la Coupe du monde 2007. Elle joue quatre matchs lors de ce tournoi. Elle inscrit un but contre le Ghana.

## Vie privée
En 2012, Walsh révèle qu'elle est en couple avec la joueuse de football américaine Megan Rapinoe depuis 2009.
Après environ cinq ans de vie commune, Walsh et Rapinoe mettent fin à leur relation en 2013.